# Grodzisk Mazowiecki (gmina)
Grodzisk Mazowiecki est une gmina mixte (gmina miejsko-wiejska) du powiat de Grodzisk Mazowiecki dans la Voïvodie de Mazovie, dans le centre-est de la Pologne.
Son siège administratif est la ville de Grodzisk Mazowiecki, qui se situe environ 29 kilomètres au sud-ouest de Varsovie, capitale de la Pologne.
La gmina couvre une superficie de 107,03 kilomètres carrés pour une population de 37 432 habitants en 2006, dont 27 055 habitants pour la partie urbaine et 10 377 habitants pour la partie rurale de la gmina.

## Histoire
De 1975 à 1998, la gmina est attachée administrativement à la voïvodie de Varsovie. Depuis 1999, elle fait partie de la voïvodie de Mazovie.

## Géographie
Outre la ville de Grodzisk Mazowiecki, la gmina inclut les villages de :
- Adamów
- Adamowizna
- Chlebnia
- Chrzanów Duży
- Chrzanów Mały
- Czarny Las
- Izdebno Kościelne
- Janinów
- Kady
- Kałęczyn
- Kozerki
- Kozery
- Kraśnicza Wola
- Książenice
- Makówka
- Marynin
- Mościska
- Natolin
- Nowe Izdebno
- Nowe Kłudno
- Nowe Kozery
- Odrano-Wola
- Opypy
- Radonie
- Stare Kłudno
- Szczęsne
- Tłuste
- Urszulin
- Wężyk
- Władków
- Wólka Grodziska
- Zabłotnia
- Żuków

### Gminy voisines
La gmina de Grodzisk Mazowiecki borde la ville de Milanówek et est voisine des gminy suivantes :
- Baranów
- Błonie
- Brwinów
- Jaktorów
- Nadarzyn
- Radziejowice
- Żabia Wola

## Structure du terrain
D'après les données de 2002, la superficie de la commune de Grodzisk Mazowiecki =est de 107,03 km², répartis comme tel :
- terres agricoles : 84 %
- forêts : 7 %

La commune représente 29,17 % de la superficie du powiat composée de la ville de Grodzisk Mazowiecki (1 319 ha) et 35 villages.

## Démographie
Données du 31 décembre 2013 :
| description        | Total  | Total | Femmes | Femmes | Hommes | Hommes |
| ------------------ | ------ | ----- | ------ | ------ | ------ | ------ |
| Unité              | Nombre | %     | Nombre | %      | Nombre | %      |
| population         | 41 879 | 100   | 22 204 | 53,02  | 19 674 | 46,98  |
| Densité (hab./km²) | 390    | 390   | 207    | 207    | 183    | 183    |